# Медиуб, Абдель
Абдель-Джалиль Заим Идрисс Медиуб (фр. Abdel-Jalil Zaim Idriss Medioub; род. 28 августа 1997, 8th arrondissement of Marseille) — французский и алжирский футболист, защитник клуба «Аль-Джахра». Выступал в национальной сборной Алжира.

## Карьера

### Начало карьеры
Воспитанник французского клуба «Олимпик Марсель». В 2015 году перешёл в структуру испанского клуба «Гранада». Позже выступал в таких испанских клубах как «Касереньо» и «Дон Бенито». В июле 2018 года перешёл в Гренаду B. Пару раз попадал в заявку клуба на матчи. 

#### Аренда в «Динамо» Тбилиси
В январе 2019 года футболист отправился в аренду в тбилисское «Динамо». Дебютировал за клуб 6 марта 2019 года в матче против клуба «Сиони». Футболист быстро закрепился в основной команде клуба, регулярно выходя на поле в стартовом составе. Дебютный гол за клуб забил 1 июня 2019 года в матче против клуба «Дила». В июле 2019 года вместе с клубом отправился на квалификационные матчи Лиги Европы УЕФА. Дебютировал в еврокубковом матче 18 июля 2019 года против андоррского клуба «Энгордань», где футболист забил единственный и победный гол. Вместе с клубом дошёл до третьего квалификационного раунда, где вылетели от нидерландского «Фейеноорда». В сентябре 2019 года покинул клуб. 

### «Бордо»
В сентябре 2019 года перешёл во французский клуб «Бордо», подписав контракт до лета 2022 года, где отправился выступать за резервную команду. Дебютный матч за резервную команду сыграл 2 ноября 2019 года в матче против клуба «Англет Жуне». Дебютный гол за клуб забил 29 августа 2020 года в матче против клуба «Тартас Сент-Йаген». Всего за резервную команду провёл 12 матчей, в которых отличился единственным своим забитым голом. 

#### Аренда в «Тонделу»
В сентябре 2020 года отправился в аренду в португальский клуб «Тондела». Дебютировал за клуб 1 ноября 2020 года в матче против лиссабонского «Спортинга». В следующем матче 7 ноября 2020 года против клуба «Санта-Клара» отличился своей первой результативной передачей. начинал сезон в клубе как один из основных игроков, однако затем с феврале 2021 года потерял место в стартовом составе клуба. По окончании срока арендного соглашения покинул клуб. 

#### Возвращение в «Бордо»
Летом 2021 года футболист готовился к сезону с основной командой французского «Бордо». Дебютировал за клуб 8 августа 2021 года в матче против клуба «Клермон». Оставался в клубе в роли футболиста скамейки запасных. В феврале 2022 года продлил с клубом контракт до лета 2025 года. Однако по окончании чемпионата футбольный клуб занял последнее 20 место в турнирной таблице и вылетел в Лигу 2, но из-за финансовых нарушений клуб был переведён в Насьональ и в итоге футболист покинул клуб на правах свободного агента.

### «Арис» Лимасол
В сентябре 2022 года футболист перешёл в кипрский клуб «Арис», с которым подписал контракт на 3 года. Дебютировал за клуб 17 октября 2022 года в матче против лимассольского «Аполлона». В январе 2023 года футболист получил травму и выбыл из распоряжения клуба. По итогу сезона досрочно стал победителем кипрского чемпионата. Первый матч после восстановления от травмы сыграл 27 мая 2023 года против клуба АПОЭЛ. Новый сезон футболист начал с победы за Суперкубок Кипра, где 21 июля 2023 года победили никосийскую «Омонию». Однако в августе 2023 года кипрский клуб расторг с футболистом контракт.

### «Хеншела»
В сентябре 2023 года футболист перешёл в алжирский клуб «Хеншела». Дебютировал за клуб 7 октября 2023 года в матче против клуба «Белуиздад», выйдя на замену на 92 минуте. Закрепиться в клубе футболист так и не смог, проведя всего лишь 2 матча в рамках чемпионата, результативными действиями не отличившись. В ноябре 2023 года футболист покинул алжирский клуб.

## Международная карьера
В октябре 2020 года футболист получил вызов в национальную сборную Алжира. Дебютировал за сборную 9 октября 2020 года в товарищеском матче против Нигерии.

## Достижения
«Арис» Лимасол
- Чемпион Кипра: 2022/23
- Обладатель Суперкубка Кипра: 2023